# FC 작센 라이프치히
FC 작센 라이프치히(FC Sachsen Leipzig)는 작센주 라이프치히를 연고로 하던 독일의 축구 클럽이다. 클럽의 전신은 1899년에 창단된 축구 클럽인 브리타니아 라이프치히(Britannia Leipzig)이다. 2011년 6월 30일을 기해 해체되었다.

## 성적
- DDR 오버리가: 우승 2회 (1951, 1964)
- FDGB-포칼: 우승 2회 (1957, 1966)
- 작센컵: 우승 4회 (1993, 1994, 1995, 2005)

## 역대 감독
| 감독            | 임기        |
| --------------- | ----------- |
| 프랑크 엥겔     | 1989        |
| 프랑크 엥겔     | 1991 ~ 1992 |
| 흐리스토 보네프 | 2000        |